# Liste de peintures de Jean Jouvenet
Cette page dresse la liste des peintures de Jean Jouvenet, peintre français des XVIIe et XVIIIe siècles.

## Liste
| Image | Titre                                                                 | Technique                                       | Date           | Commentaire                                        | Lieu de conservation                                      | Référence (Schnapper et Gouzi, 2010) |
| ----- | --------------------------------------------------------------------- | ----------------------------------------------- | -------------- | -------------------------------------------------- | --------------------------------------------------------- | ------------------------------------ |
|       |                                                                       |                                                 |                |                                                    |                                                           |                                      |
|       | Esther et Assuérus                                                    | Huile sur toile 158 x 205 cm                    | 1675           |                                                    | Bourg-en-Bresse, musée de Brou                            | P.3                                  |
|       | La Victoire, la Valeur, la Prudence, la Libéralité et la Gloire       | Huile sur toile                                 | vers 1673      |                                                    | Versailles, musée national du château                     | P.7                                  |
|       | Allocution de Cyrus                                                   | Huile sur toile                                 | 1678           |                                                    | Versailles, musée national du château                     | P.8                                  |
|       | Marc-Antoine récompense un officier                                   | Huile sur toile                                 | 1678           |                                                    | Versailles, musée national du château                     | P.9                                  |
|       | Saint Pierre guérissant les malades de son ombre                      | Huile sur toile 334 x 223 cm                    | vers 1675      |                                                    | Paris, Dépôt des objets mobiliers des églises de Paris    | P.10                                 |
|       | Le départ de Phaéton                                                  | Huile sur toile 250 x 196 cm                    | vers 1677      |                                                    | Rouen, musée des Beaux-Arts                               | P.12                                 |
|       | La Famille de Darius                                                  | Huile sur toile 255 x 345 cm                    | vers 1680      |                                                    | Paris, lycée Louis le Grand                               | P.13                                 |
|       | Apollon et la Sibylle de Cumes                                        | Huile sur toile 174 x 145 cm                    | vers 1681-1684 |                                                    | Collection particulière                                   | P.23                                 |
|       | Le Sacrifice d'Iphigénie                                              | Huile sur toile 193 x 138 cm                    | vers 1681-1684 |                                                    | Troyes, musée des Beaux-Arts                              | P.25                                 |
|       | Apollon et le char du soleil                                          | Huile sur toile 302 x 195,4 cm                  | années 1680    |                                                    | Reims, musée des Beaux-Arts                               | P.26                                 |
|       | Putti portant une corbeille de fleurs                                 | Huile sur toile 81 x 97,5 cm                    | vers 1680      |                                                    | Angers, musée des Beaux-Arts                              | P.27                                 |
|       | Nature morte avec deux putti                                          | Huile sur toile 88 x 123 cm                     | vers 1680      | Peint en collaboration avec Jean-Baptiste Monnoyer | Rouen, musée des Beaux-Arts                               | P.27 bis                             |
|       | L'Adoration de l'Agneau mystique                                      | Huile sur toile 129 x 96 cm                     | vers 1680      |                                                    | Paray-le-Monial, musée eucharistique du Hiéron            | P.29                                 |
|       | Le Père éternel                                                       | Huile sur toile 137,2 x 109 cm                  |                |                                                    | Reims, musée des Beaux-Arts                               | P.33                                 |
|       | Tête du Père éternel                                                  | Huile sur toile 39,5 x 32,5 cm                  |                |                                                    | Collection particulière                                   | P.34                                 |
|       | Tête du Père éternel                                                  | Huile sur toile marouflée sur bois 27 x 21,3 cm |                |                                                    | Collection particulière                                   | P.35                                 |
|       | Fondation d'une ville de Germanie par les Tectosages                  | Huile sur toile 273 x 324 cm                    | 1684-1685      |                                                    | Toulouse, musée des Augustins                             | P.38                                 |
|       | L'Annonciation                                                        | Huile sur toile 280 x 200 cm                    |                |                                                    | Rouen, musée des Beaux-Arts                               | P.40                                 |
|       | La Purification                                                       | Huile sur toile 223 x 150 cm                    |                |                                                    | Le Mans, musée de Tessé                                   | P.41                                 |
|       | Un roi guerrier agenouillé devant une croix présentée par saint Louis | Huile sur toile 185 x 125,5 cm                  |                |                                                    | Localisation actuelle inconnue                            | P.43                                 |
|       | L'Annonciation                                                        | Huile sur toile 310 x 204 cm                    | 1687           |                                                    | La Flèche, Prytanée national militaire, chapelle          | P.49                                 |
|       | L'Annonciation                                                        | Huile sur toile 196 x 164,5 cm                  |                |                                                    | Autun, musée Rolin                                        | P.50                                 |
|       | Zéphyr et Flore                                                       | Huile sur toile 228 x 145 cm                    | 1688           |                                                    | Versailles, musée national du château                     | P.56                                 |
|       | Le Printemps                                                          | Huile sur toile 70 cm de diamètre               | 1688           |                                                    | Versailles, musée national du château                     | P.57                                 |
|       | L'Hiver                                                               | Huile sur toile 70 cm de diamètre               | 1688           |                                                    | Versailles, musée national du château                     | P.58                                 |
|       | Le Christ chez Marthe et Marie                                        | Huile sur toile 148 x 110 cm                    | vers 1687      |                                                    | Paris, musée du Louvre                                    | P.59                                 |
|       | Le Christ chez Marthe et Marie                                        | Huile sur toile 92,5 x 74,5 cm                  |                |                                                    | Localisation actuelle inconnue                            | P.60                                 |
|       | Le Christ guérissant les malades                                      | Huile sur toile 418 x 773 cm                    | 1689           |                                                    | Paris, musée du Louvre                                    | P.61                                 |
|       | L'Extrême-onction                                                     | Huile sur toile 232 x 172 cm                    | vers 1685-1690 |                                                    | Lille, Palais des Beaux-Arts                              | P.62                                 |
|       | Le Martyre de saint Ovide                                             | Huile sur toile 267 x 176 cm                    | 1690           |                                                    | Grenoble, musée de Grenoble                               | P.64                                 |
|       | Louis XIV touchant les écrouelles                                     | Huile sur toile 152 x 105 cm                    | 1690           |                                                    | Saint-Riquier, église abbatiale                           | P.65                                 |
|       | Autoportrait                                                          | Huile sur toile 122 x 96 cm                     |                |                                                    | Rouen, musée des Beaux-Arts                               | P.68                                 |
|       | L'Apothéose de saint Jean de Dieu                                     | Huile sur toile 320 x 245 cm                    | 1691           |                                                    | Aix-en-Provence, musée Granet                             | P.69                                 |
|       | Le Mariage de la Vierge                                               | Huile sur toile 420 x 275 cm                    | 1691           |                                                    | Alençon, musée des Beaux-Arts et de la dentelle           | P.70                                 |
|       | Isaac bénissant Jacob                                                 | Huile sur toile 184 x 251 cm                    | 1692           |                                                    | Rouen, musée des Beaux-Arts                               | P.73                                 |
|       | La Présentation au Temple                                             | Huile sur toile 330 x 200 cm                    | 1692           |                                                    | Rouen, musée des Beaux-Arts                               | P.74                                 |
|       | Le Christ au jardin des oliviers                                      | Huile sur toile 388 x 258 cm                    | 1694           |                                                    | Rennes, musée des Beaux-Arts                              | P.76                                 |
|       | Le Triomphe de la Justice                                             | Huile sur toile 253 x 400 cm                    | 1694           |                                                    | Rennes, Palais de Justice                                 | P.78                                 |
|       | L'Étude                                                               | Huile sur toile 220 x 135 cm                    | 1694           |                                                    | Rennes, Palais de Justice                                 | P.79                                 |
|       | La Connaissance                                                       | Huile sur toile 220 x 135 cm                    | 1694           |                                                    | Rennes, Palais de Justice                                 | P.80                                 |
|       | L'Équité                                                              | Huile sur toile 220 x 135 cm                    | 1694           |                                                    | Rennes, Palais de Justice                                 | P.81                                 |
|       | La Piété                                                              | Huile sur toile 220 x 135 cm                    | 1694           |                                                    | Rennes, Palais de Justice                                 | P.82                                 |
|       | Putti volant                                                          | Huile sur toile 73 x 268 cm                     | 1694           |                                                    | Rennes, Palais de Justice                                 | P.83                                 |
|       | Putti et fleurs                                                       | Huile sur toile 300 x 47 cm                     | 1694           |                                                    | Rennes, Palais de Justice                                 | P.84                                 |
|       | Putti et fleurs                                                       | Huile sur toile 300 x 47 cm                     | 1694           |                                                    | Rennes, Palais de Justice                                 | P.85                                 |
|       | Christ en croix                                                       | Huile sur toile 216 x 122 cm                    | 1694           |                                                    | Rennes, Palais de Justice                                 | P.86                                 |
|       | Le Triomphe de la Justice                                             | Huile sur toile 99 x 132 cm                     |                |                                                    | Paris, musée du Petit Palais                              | P.87                                 |
|       | Autoportrait                                                          | Huile sur toile 78 x 137 cm                     | 1694-1695      |                                                    | Rouen, musée des Beaux-Arts                               | P.94                                 |
|       | Saint Paul en méditation                                              | Huile sur toile 78,5 x 64 cm                    | vers 1695      | Connu par de nombreuses répliques                  | Localisation actuelle inconnue                            | P.95                                 |
|       | Tête de saint Paul                                                    | Huile sur bois 33 x 26 cm                       |                |                                                    | Collection particulière                                   | P.96                                 |
|       | Portrait de chanoine                                                  | Huile sur toile 73,4 x 60,2 cm                  | 1696           |                                                    | Caen, musée des Beaux-Arts                                | P.97                                 |
|       | La Descente de croix                                                  | Huile sur toile 424 x 312 cm                    | 1697           |                                                    | Paris, musée du Louvre                                    | P.98                                 |
|       | Portrait d'homme                                                      | Huile sur toile 75 x 61 cm                      |                |                                                    | Saint-Pétersbourg, musée de l'Ermitage                    | P.100                                |
|       | Portrait de Claude-François Poullart des Places                       | Huile sur toile 75,9 x 58,4 cm                  |                |                                                    | Munich, Alte Pinakothek                                   | P.101                                |
|       | Portrait d'homme                                                      | Huile sur toile 68 x 64 cm                      |                |                                                    | Localisation actuelle inconnue                            | P.103                                |
|       | Portrait de magistrat                                                 | Huile sur toile 92 x 73 cm                      |                |                                                    | Rouen, musée des Beaux-Arts                               | P.104                                |
|       | Portrait de magistrat tenant une lettre                               | Huile sur toile 115 x 85 cm                     | vers 1695-1700 |                                                    | Collection particulière                                   | P.105                                |
|       | Portrait de parlementaire aux perles                                  | Huile sur toile 80,5 x 64,8 cm                  | vers 1695-1700 |                                                    | Collection particulière                                   | P.106                                |
|       | Portrait d'homme                                                      | Huile sur toile 71,8 x 59,1 cm                  |                |                                                    | Localisation actuelle inconnue                            | P.107                                |
|       | L'Hiver                                                               | Huile sur toile 244 x 187 cm                    | 1699           |                                                    | Marly-le-Roi, musée-promenade de Marly                    | P.110                                |
|       | L'Éducation de la Vierge                                              | Huile sur toile 158 x 116 cm                    | 1699           |                                                    | Haramont, église Saint-Clément                            | P.112                                |
|       | L'Éducation de la Vierge                                              | Huile sur toile 102 x 71 cm                     |                |                                                    | Florence, musée des Offices                               | P.113                                |
|       | L'Adoration des mages                                                 | Huile sur toile 132,4 x 99,1 cm                 |                |                                                    | Detroit, Institute of Art                                 | P.114                                |
|       | La Descente de croix                                                  | Huile sur toile 421 x 300 cm                    |                |                                                    | Rome, Palais Barberini                                    | P.116                                |
|       | Saint Pierre guérissant les malades de son ombre                      | Huile sur toile 310 x 260 cm                    |                |                                                    | La Fère, église Saint-Montain                             | P.117                                |
|       | La Présentation au Temple                                             | Huile sur toile 293 x 200 cm                    |                |                                                    | Localisation actuelle inconnue                            | P.120                                |
|       | Le Repas chez Simon le Pharisien                                      | Huile sur toile 498 x 836 cm                    | 1699           |                                                    | Vervins, église Notre-Dame                                | P.123                                |
|       | La Naissance de Bacchus                                               | Huile sur toile 158 x 127 cm                    | 1700           |                                                    | Collection particulière                                   | P.126                                |
|       | Apollon et Téthys                                                     | Huile sur toile 151 x 124 cm                    | 1700           |                                                    | Versailles, musée national du château                     | P.127                                |
|       | Latone et les paysans de Lycie                                        | Huile sur toile 141 x 102 cm                    | 1700-1701      |                                                    | Fontainebleau, musée national du château                  | P.128                                |
|       | Latone et les paysans de Lycie                                        | Huile sur toile 125 x 108 cm                    |                |                                                    | Épinal, musée départemental d'art ancien et contemporain  | P.129                                |
|       | Latone et les paysans de Lycie                                        | Huile sur toile 107,5 x 95 cm                   |                |                                                    | Meudon, musée d'Art et d'Histoire                         | P.130                                |
|       | Le Christ au jardin des oliviers (fragment)                           | Huile sur toile 61,5 x 47,5 cm                  | 1701           |                                                    | Vervins, église Notre-Dame                                | P.131                                |
|       | Le Christ au jardin des oliviers                                      | Huile sur toile 390 x 250 cm                    |                |                                                    | Orléans, cathédrale Sainte-Croix                          | P.132                                |
|       | Portrait d'ecclésiastique                                             | Huile sur toile 92 x 62,5 cm                    |                |                                                    | Collection particulière                                   | P.132 bis                            |
|       | Saint Bruno en méditation dans une caverne                            | Huile sur toile 130 x 97 cm                     |                |                                                    | Collection particulière                                   | P.133                                |
|       | Saint Bernard en contemplation                                        | Huile sur toile 130 x 97 cm                     |                |                                                    | Collection particulière                                   | P.134                                |
|       | Saint Bruno priant à genoux                                           | Huile sur toile 88,5 x 77 cm                    |                |                                                    | Localisation actuelle inconnue                            | P.135                                |
|       | Portrait de femme (Madame Jouvenet ?)                                 | Huile sur toile 61,5 x 50 cm                    |                |                                                    | Collection particulière                                   | P.136 bis                            |
|       | Vénus dans la forge de Vulcain                                        | Huile sur toile 110 x 85 cm                     |                |                                                    | Dijon, musée des Beaux-Arts                               | P.138                                |
|       | Vénus dans la forge de Vulcain                                        | Huile sur toile 80,6 x 64,8 cm                  |                |                                                    | Localisation actuelle inconnue                            | P.139                                |
|       | Portrait du médecin Raymond Finot                                     | Huile sur toile 73 x 59 cm                      | vers 1700-1704 |                                                    | Paris, musée du Louvre                                    | P.140                                |
|       | Portrait de Bourdaloue                                                | Huile sur toile 73,4 x 58,4 cm                  | 1704           |                                                    | Munich, Alte Pinakothek                                   | P.146                                |
|       | L'Apothéose de saint Luc                                              | Huile sur toile 96 x 141 cm                     |                |                                                    | Rouen, musée des Beaux-Arts                               | P.148                                |
|       | L'Apothéose de saint Jean                                             | Huile sur toile 96 x 141 cm                     |                |                                                    | Rouen, musée des Beaux-Arts                               | P.149                                |
|       | Saint André                                                           | Huile sur toile 84 x 38 cm                      |                |                                                    | Rouen, musée des Beaux-Arts                               | P.150                                |
|       | Saint Pierre                                                          | Huile sur toile 84 x 38 cm                      |                |                                                    | Rouen, musée des Beaux-Arts                               | P.151                                |
|       | Saint Mathias                                                         | Huile sur toile 84 x 38 cm                      |                |                                                    | Rouen, musée des Beaux-Arts                               | P.152                                |
|       | Saint Jude                                                            | Huile sur toile 84 x 38 cm                      |                |                                                    | Rouen, musée des Beaux-Arts                               | P.153                                |
|       | Saint Paul                                                            | Huile sur toile 84 x 38 cm                      |                |                                                    | Rouen, musée des Beaux-Arts                               | P.154                                |
|       | Saint Jean                                                            | Huile sur toile 84 x 38 cm                      |                |                                                    | Rouen, musée des Beaux-Arts                               | P.155                                |
|       | Saint Simon                                                           | Huile sur toile 84 x 38 cm                      |                |                                                    | Rouen, musée des Beaux-Arts                               | P.156                                |
|       | Saint Barthélemy                                                      | Huile sur toile 84 x 38 cm                      |                |                                                    | Rouen, musée des Beaux-Arts                               | P.157                                |
|       | Saint Thomas                                                          | Huile sur toile 84 x 38 cm                      |                |                                                    | Rouen, musée des Beaux-Arts                               | P.158                                |
|       | Saint Jacques le Majeur                                               | Huile sur toile 84 x 38 cm                      |                |                                                    | Rouen, musée des Beaux-Arts                               | P.159                                |
|       | Saint Philippe                                                        | Huile sur toile 84 x 38 cm                      |                |                                                    | Rouen, musée des Beaux-Arts                               | P.160                                |
|       | Saint Jacques le Mineur                                               | Huile sur toile 84 x 38 cm                      |                |                                                    | Rouen, musée des Beaux-Arts                               | P.161                                |
|       | Saint André                                                           | Détrempe sur enduit 925 x 365 cm                | 1703-1704      |                                                    | Paris, église du Dôme des Invalides                       | P.162                                |
|       | Saint Pierre                                                          | Détrempe sur enduit 925 x 365 cm                | 1703-1704      |                                                    | Paris, église du Dôme des Invalides                       | P.163                                |
|       | Saint Mathias                                                         | Détrempe sur enduit 925 x 365 cm                | 1703-1704      |                                                    | Paris, église du Dôme des Invalides                       | P.164                                |
|       | Saint Jude                                                            | Détrempe sur enduit 925 x 365 cm                | 1703-1704      |                                                    | Paris, église du Dôme des Invalides                       | P.165                                |
|       | Saint Paul                                                            | Détrempe sur enduit 925 x 365 cm                | 1703-1704      |                                                    | Paris, église du Dôme des Invalides                       | P.166                                |
|       | Saint Jean                                                            | Détrempe sur enduit 925 x 365 cm                | 1703-1704      |                                                    | Paris, église du Dôme des Invalides                       | P.167                                |
|       | Saint Simon                                                           | Détrempe sur enduit 925 x 365 cm                | 1703-1704      |                                                    | Paris, église du Dôme des Invalides                       | P.168                                |
|       | Saint Barthélemy                                                      | Détrempe sur enduit 925 x 365 cm                | 1703-1704      |                                                    | Paris, église du Dôme des Invalides                       | P.169                                |
|       | Saint Thomas                                                          | Détrempe sur enduit 925 x 365 cm                | 1703-1704      |                                                    | Paris, église du Dôme des Invalides                       | P.170                                |
|       | Saint Jacques le Majeur                                               | Détrempe sur enduit 925 x 365 cm                | 1703-1704      |                                                    | Paris, église du Dôme des Invalides                       | P.171                                |
|       | Saint Philippe                                                        | Détrempe sur enduit 925 x 365 cm                | 1703-1704      |                                                    | Paris, église du Dôme des Invalides                       | P.172                                |
|       | Saint Jacques le Mineur                                               | Détrempe sur enduit 925 x 365 cm                | 1703-1704      |                                                    | Paris, église du Dôme des Invalides                       | P.173                                |
|       | Le Repas chez Simon le Pharisien                                      | Huile sur toile 393 x 663 cm                    | 1706           |                                                    | Lyon, musée des Beaux-Arts                                | P.175                                |
|       | Le Christ chassant les marchands du Temple                            | Huile sur toile 386 x 663 cm                    | 1706           |                                                    | Lyon, musée des Beaux-Arts                                | P.176                                |
|       | La Résurrection de Lazare                                             | Huile sur toile 388 x 664 cm                    | 1706           |                                                    | Paris, musée du Louvre                                    | P.177                                |
|       | La Résurrection de Lazare                                             | Huile sur toile 99,4 x 161,3 cm                 |                |                                                    | Los Angeles, Los Angeles County Museum of Art             | P.178                                |
|       | La Pêche miraculeuse                                                  | Huile sur toile 392 x 664 cm                    | 1706           |                                                    | Paris, musée du Louvre                                    | P.179                                |
|       | La Déposition de croix                                                | Huile sur toile 292 x 193 cm                    | 1708           |                                                    | Pontoise, cathédrale Saint-Maclou                         | P.181                                |
|       | La Résurrection du fils de la veuve de Naïm                           | Huile sur toile 450 x 340 cm                    | 1708           |                                                    | Versailles, cathédrale Saint-Louis                        | P.182                                |
|       | Saint Louis tenant la couronne d'épines                               | Huile sur toile 72,3 x 61,8 cm                  |                |                                                    | Saint-Germain-en-Laye, musée Ducastel-Vera                | P.183                                |
|       | La Déposition de croix                                                | Huile sur toile 179 x 137 cm                    | 1709           |                                                    | Toledo, Museum of Art                                     | P.185                                |
|       | L'Ascension du Christ                                                 | Huile sur toile 118 x 122 cm                    |                |                                                    | Versailles, musée national du château                     | P.187                                |
|       | La Pentecôte                                                          | Papier marouflé sur toile 96 x 120 cm           | 1708           |                                                    | Boston, Horvitz collection                                | P.188                                |
|       | La Pentecôte                                                          | Huile sur toile 109 x 113 cm                    |                |                                                    | Versailles, musée national du château                     | P.189                                |
|       | La Pentecôte                                                          | Huile sur enduit                                | 1709           |                                                    | Versailles, musée national du château                     | P.191                                |
|       | Saint Louis visitant les blessés après la bataille de Mansourah       | Huile sur toile 285 x 172 cm                    | 1709           |                                                    | Versailles, musée national du château                     | P.192                                |
|       | La Messe du chanoine de La Porte                                      | Huile sur toile 162 x 141 cm                    | 1710           |                                                    | Paris, musée du Louvre                                    | P.194                                |
|       | Le Repas chez Simon le Pharisien                                      | Huile sur toile 388 x 679 cm                    | 1711           |                                                    | Arras, musée des Beaux-Arts                               | P.195                                |
|       | L'Ascension du Christ                                                 | Huile sur toile 190 x 104 cm                    | 1711           |                                                    | Metz, musée de la Cour d'Or                               | P.196                                |
|       | Le Centenier aux pieds du Christ                                      | Huile sur toile 365 x 245 cm                    | 1712           |                                                    | Tours, musée des Beaux-Arts                               | P.197                                |
|       | Le Centenier aux pieds du Christ                                      | Huile sur toile 91,4 x 71 cm                    |                |                                                    | Greenville, Bon Jones University Art Gallery              | P.198                                |
|       | La Pêche miraculeuse                                                  | Huile sur toile 385 x 775 cm                    | 1712           |                                                    | Amiens, musée de Picardie                                 | P.199                                |
|       | La Résurrection de Lazare                                             | Huile sur toile 385 x 673 cm                    | 1712           |                                                    | Lille, Palais des Beaux-Arts                              | P.200                                |
|       | L'Ascension du Christ                                                 | Huile sur toile 375 x 260 cm                    | 1712           |                                                    | Montreuil-sur-Mer, église Saint-Saulve                    | P.201                                |
|       | L'Assomption de la Vierge                                             | Huile sur toile 235 x 153,5 cm                  | vers 1713      |                                                    | Localisation actuelle inconnue                            | P.202                                |
|       | Le Christ chassant les marchands du Temple                            | Huile sur toile 400 x 677 cm                    | 1714           |                                                    | Arras, musée des Beaux-Arts                               | P.203                                |
|       | La Déposition de croix                                                | Huile sur toile 216 x 124 cm                    | 1713           |                                                    | Dijon, musée des Beaux-Arts, chapelle du Palais des États | P.204                                |
|       | La Déposition de croix                                                | Huile sur toile 131 x 81,5 cm                   |                |                                                    | Toronto, The Art Gallery of Ontario                       | P.205                                |
|       | La Déposition de croix                                                | Huile sur toile 209 x 145 cm                    | 1714           |                                                    | Toulouse, musée des Augustins                             | P.206                                |
|       | L'Assomption de la Vierge                                             | Huile sur toile 135 x 200 cm                    |                |                                                    | Le Puy-en-Velay, chapelle des Pénitents Blancs            | P.207                                |
|       | Le Triomphe de la Justice                                             | Huile sur toile 140 x 109 cm                    |                |                                                    | Rennes, musée des Beaux-Arts                              | P.208                                |
|       | Le Triomphe de la Justice                                             | Huile sur toile 170 x 134 cm                    |                |                                                    | Grenoble, musée de Grenoble                               | P.209                                |
|       | Le Triomphe de la Justice (fragment)                                  | Huile sur toile 59,6 x 44,2 cm                  | 1716-1717      |                                                    | Collection particulière                                   | P.210                                |
|       | La Mort de saint François                                             | Huile sur toile 214,5 x 153 cm                  |                |                                                    | Rouen, musée des Beaux-Arts                               | P.211                                |
|       | L'Ascension du Christ                                                 | Huile sur toile 167 x 85 cm                     | 1716           |                                                    | Rouen, musée des Beaux-Arts                               | P.212                                |
|       | La Visitation de la Vierge dit Le Magnificat                          | Huile sur toile 432 x 441 cm                    | 1716           |                                                    | Paris, cathédrale Notre-Dame                              | P.213                                |
|       | La Visitation de la Vierge                                            | Huile sur toile                                 |                |                                                    | Localisation actuelle inconnue                            | P.214                                |